# Gare d'Yvoir
La gare d'Yvoir est une gare ferroviaire belge de la ligne 154, de Namur à Dinant, située sur le territoire de la commune d'Yvoir, dans la province de Namur en région wallonne.
Elle est mise en service en 1862 par la Compagnie du Nord - Belge. 
C'est une gare de la Société nationale des chemins de fer belges (SNCB) desservie par des trains InterCity (IC), Omnibus (L) et d'Heure de pointe (P).

## Situation ferroviaire
Établie à 100 mètres d'altitude, la gare d'Yvoir est située au point kilométrique (PK) 20,10 de la ligne 154, de Namur à Dinant, entre les gares ouvertes de Godinne et de Dinant. 
Gare de bifurcation, elle est l'aboutissement de la ligne 128, de Ciney à Yvoir, partiellement déclassée et utilisée par un train touristique.

## Histoire
La station d'Yvoir est mise en service le 5 février 1862 par la Compagnie du Nord - Belge, lorsqu'elle ouvre à l'exploitation la section de Namur à Dinant. En 1864, Yvoir est la cinquième station de la ligne qui rejoint la frontière et Givet en France. Elle dessert le village d'Yvoir, qui compte 713 habitants, à 20 kilomètres de Namur et 30 km de Givet. Quotidiennement il y a quatre trains pour Dinant et trois pour Givet, le temps de parcours entre Namur et Givet est d'environ 1 h 20.
Elle devient une gare de bifurcation partagée par la Compagnie du Nord - Belge et les Chemins de fer de l'État belge, lors de l'ouverture à l'exploitation de la totalité de la ligne de Ciney à Yvoir (dite aussi ligne du Bocq) le 1er juin 1907, après le percement du tunnel d'Yvoir.
En 1960, la gare perd sa fonction de gare de bifurcation avec la fermeture du trafic voyageurs de la ligne de Ciney à Yvoir le 31 juillet 1960 et du trafic marchandises sur le tronçon de Evrehailles à Yvoir.
En 1979, le bâtiment d'origine est détruit pour laisser la place à un nouvel édifice.
En 2019, pendant plusieurs mois, les trains IC Bruxelles-Dinant sont limités à Yvoir. Un terminus provisoire est aménagé voie 3.

## Service des voyageurs

### Accueil
Gare SNCB, elle dispose d'un bâtiment voyageurs, avec guichet, ouvert tous les jours. Elle est équipée d'une consigne automatique et d'automates pour l'achat de titres de transport. Elle dispose d'aménagements, équipements et services pour les personnes à la mobilité réduite. Un buffet est installé en gare.
La gare dispose de trois voies à quai, la troisième voie est rarement utilisée en temps normal.
Un passage de niveau piéton permet la traversée des voies.

### Desserte
Yvoir est desservie par des trains de la SNCB : InterCity (IC), Omnibus (L) et d'Heure de pointe (P) qui effectuent des missions sur la ligne 154 Namur - Dinant.
En semaine, la desserte est constituée de trains IC-17 entre Dinant et Brussels Airport-Zaventem ainsi que de trains L entre Namur et Libramont, circulant toutes les heures et renforcés le matin par un train P de Bertrix à Namur.
Les week-ends et jours fériés, la desserte comprend des trains IC-17 entre Dinant et Bruxelles-Midi, circulant toutes les heures, ainsi que des trains L entre Namur et Libramont, toutes les deux heures.

### Intermodalité
Un parc pour les vélos (gratuit) et un parking pour les véhicules (gratuit) y sont aménagés. 
Elle est desservie par des bus[Lesquels ?].

## Comptage voyageurs
Ce graphique et tableau montre le nombre de voyageurs embarquant en moyenne durant la semaine, le samedi et le dimanche.
| Nombre de passagers qui embarquent à la gare d'Yvoir | Nombre de passagers qui embarquent à la gare d'Yvoir | Nombre de passagers qui embarquent à la gare d'Yvoir | Nombre de passagers qui embarquent à la gare d'Yvoir |
|                                                      | Semaine                                              | Samedi                                               | Dimanche                                             |
| ---------------------------------------------------- | ---------------------------------------------------- | ---------------------------------------------------- | ---------------------------------------------------- |
| 1977                                                 | 452                                                  | 89                                                   | 169                                                  |
| 1978                                                 | 519                                                  | 139                                                  | 140                                                  |
| 1979                                                 | 531                                                  | 128                                                  | 155                                                  |
| 1980                                                 | 444                                                  | 114                                                  | 144                                                  |
| 1981                                                 | 493                                                  | 143                                                  | 122                                                  |
| 1982                                                 | 393                                                  | 181                                                  | 151                                                  |
| 1983                                                 | 543                                                  | 73                                                   | 130                                                  |
| 1984                                                 | 456                                                  | 115                                                  | 159                                                  |
| 1985                                                 | 558                                                  | 145                                                  | 197                                                  |
| 1986                                                 | 424                                                  | 125                                                  | 156                                                  |
| 1987                                                 | 570                                                  | 155                                                  | 132                                                  |
| 1988                                                 | 391                                                  | 231                                                  | 121                                                  |
| 1989                                                 | 472                                                  | 245                                                  | 155                                                  |
| 1990                                                 | 401                                                  | 173                                                  | 158                                                  |
| 1991                                                 | 439                                                  | 151                                                  | 152                                                  |
| 1992                                                 | 448                                                  | 165                                                  | 155                                                  |
| 1993                                                 | 452                                                  | 137                                                  | 147                                                  |
| 1994                                                 | 395                                                  | 171                                                  | 162                                                  |
| 1995                                                 | 410                                                  | 182                                                  | 138                                                  |
| 1996                                                 | 422                                                  | 143                                                  | 124                                                  |
| 1997                                                 | 478                                                  | 150                                                  | 170                                                  |
| 1998                                                 | 460                                                  | 198                                                  | 150                                                  |
| 1999                                                 | 514                                                  | 242                                                  | 212                                                  |
| 2000                                                 | 523                                                  | 218                                                  | 202                                                  |
| 2001                                                 | 530                                                  | 272                                                  | 268                                                  |
| 2002                                                 | 467                                                  | 198                                                  | 174                                                  |
| 2003                                                 | 404                                                  | 206                                                  | 216                                                  |
| 2004                                                 | 397                                                  | 272                                                  | 237                                                  |
| 2005                                                 | 397                                                  | 264                                                  | 284                                                  |
| 2006                                                 | 407                                                  | 154                                                  | 167                                                  |
| 2007                                                 | 441                                                  | 225                                                  | 216                                                  |
| 2008                                                 | -                                                    | -                                                    | -                                                    |
| 2009                                                 | 563                                                  | 251                                                  | 263                                                  |
| 2010                                                 | -                                                    | -                                                    | -                                                    |
| 2011                                                 | -                                                    | -                                                    | -                                                    |
| 2012                                                 | 468                                                  | 257                                                  | 302                                                  |
| 2013                                                 | 589                                                  | 223                                                  | 278                                                  |
| 2014                                                 | 652                                                  | 239                                                  | 270                                                  |
| 2015                                                 | 522                                                  | 245                                                  | 244                                                  |
| 2016                                                 | 557                                                  | 226                                                  | 227                                                  |
| 2017                                                 | 564                                                  | 258                                                  | 249                                                  |
| 2018                                                 | 502                                                  | 228                                                  | 223                                                  |
| 2019                                                 | 728                                                  | 627                                                  | 536                                                  |
| 2020                                                 | 401                                                  | 200                                                  | 181                                                  |
| 2021                                                 | -                                                    | -                                                    | -                                                    |
| 2022                                                 | 754                                                  | 548                                                  | 442                                                  |
| 2023                                                 | 658                                                  | 366                                                  | 426                                                  |
| 2024                                                 | 690                                                  | 365                                                  | 351                                                  |

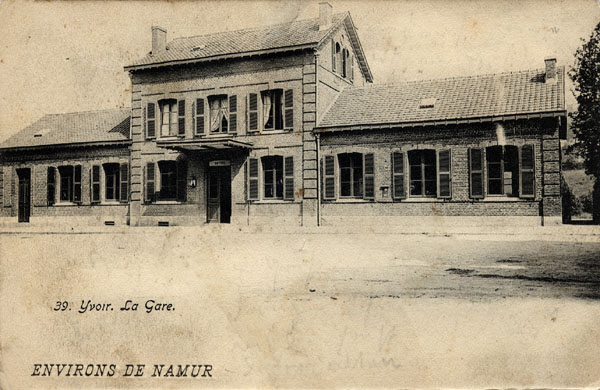
La gare vers 1900.
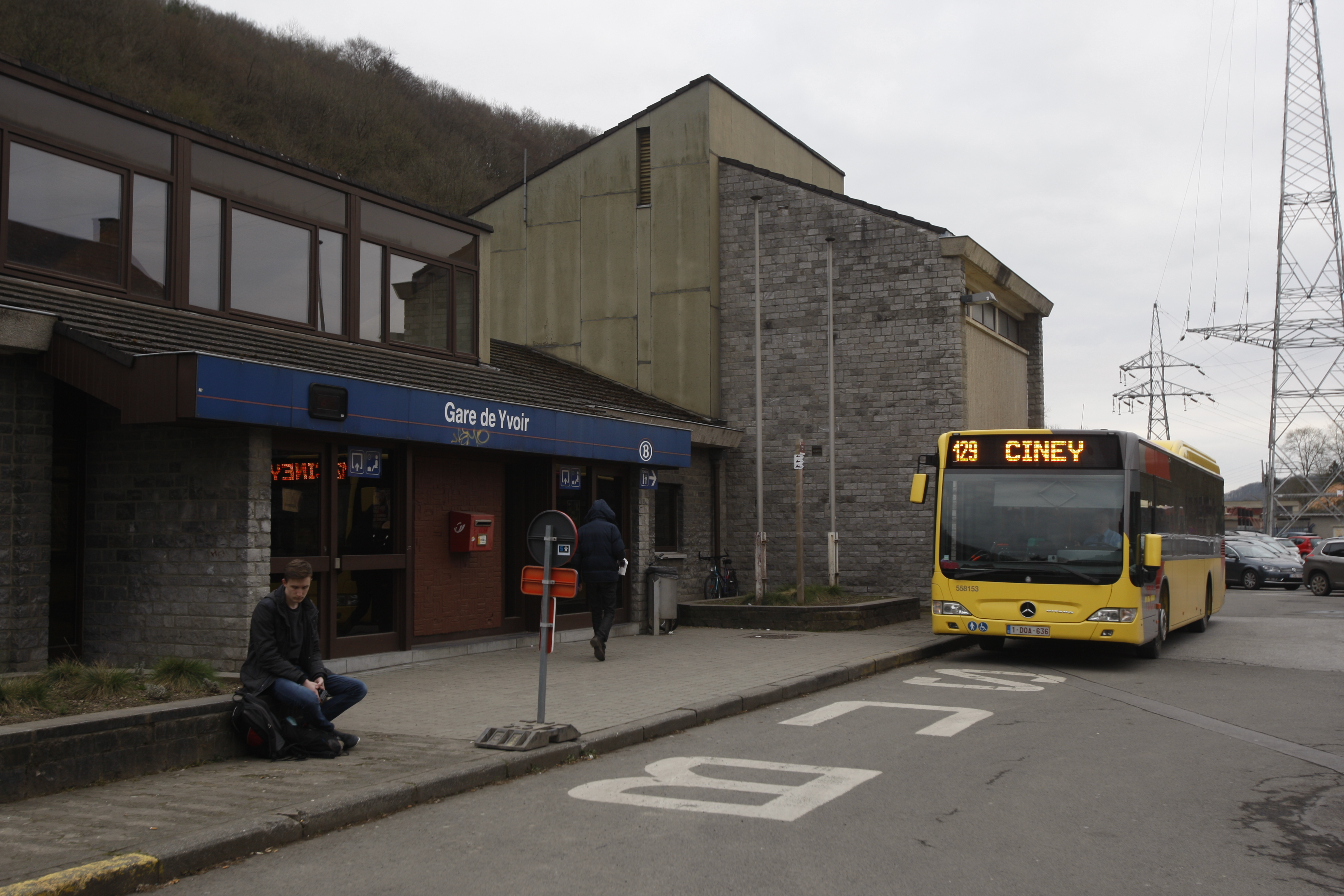
Bus en correspondance (2016).

## Chemin de fer touristique et projet
Depuis 1992, l'association Patrimoine Ferroviaire et Tourisme remet en état et fait circuler un train touristique, le Chemin de fer du Bocq, sur l'ancienne ligne 128 qu'elle a restaurée entre les gares de Ciney et de Purnode, cette dernière étant située sur le territoire de la commune d'Yvoir. L'association a pour projet final la sauvegarde de la ligne dans sa totalité et donc son exploitation jusqu'à la gare d'Yvoir. Depuis 2015, le train touristique va jusque Evrehailles.